# Dolichopus kozlovi
Dolichopus kozlovi är en tvåvingeart som beskrevs av Negrobov 1973. Dolichopus kozlovi ingår i släktet Dolichopus och familjen styltflugor. Inga underarter finns listade i Catalogue of Life.